# Мірноє (Аненій-Нойський район)
Мірноє (рум. Mirnoe) — село в Аненій-Нойському районі Молдови. Входить до складу комуни, адміністративним центром якої є село Чобановка.

## Населення
За даними перепису населення 2004 року у селі проживали 205 осіб.
Національний склад населення села:
| Національність       | Кількість осіб | Відсоток |
| -------------------- | -------------- | -------- |
| молдавани            | 84             | 41,0%    |
| українці             | 71             | 34,6%    |
| росіяни              | 46             | 22,4%    |
| болгари              | 2              | 1,0%     |
| інша / без відповіді | 2              | 1,0%     |
| Всього               | 205            | 100%     |